# Paulhans Peters

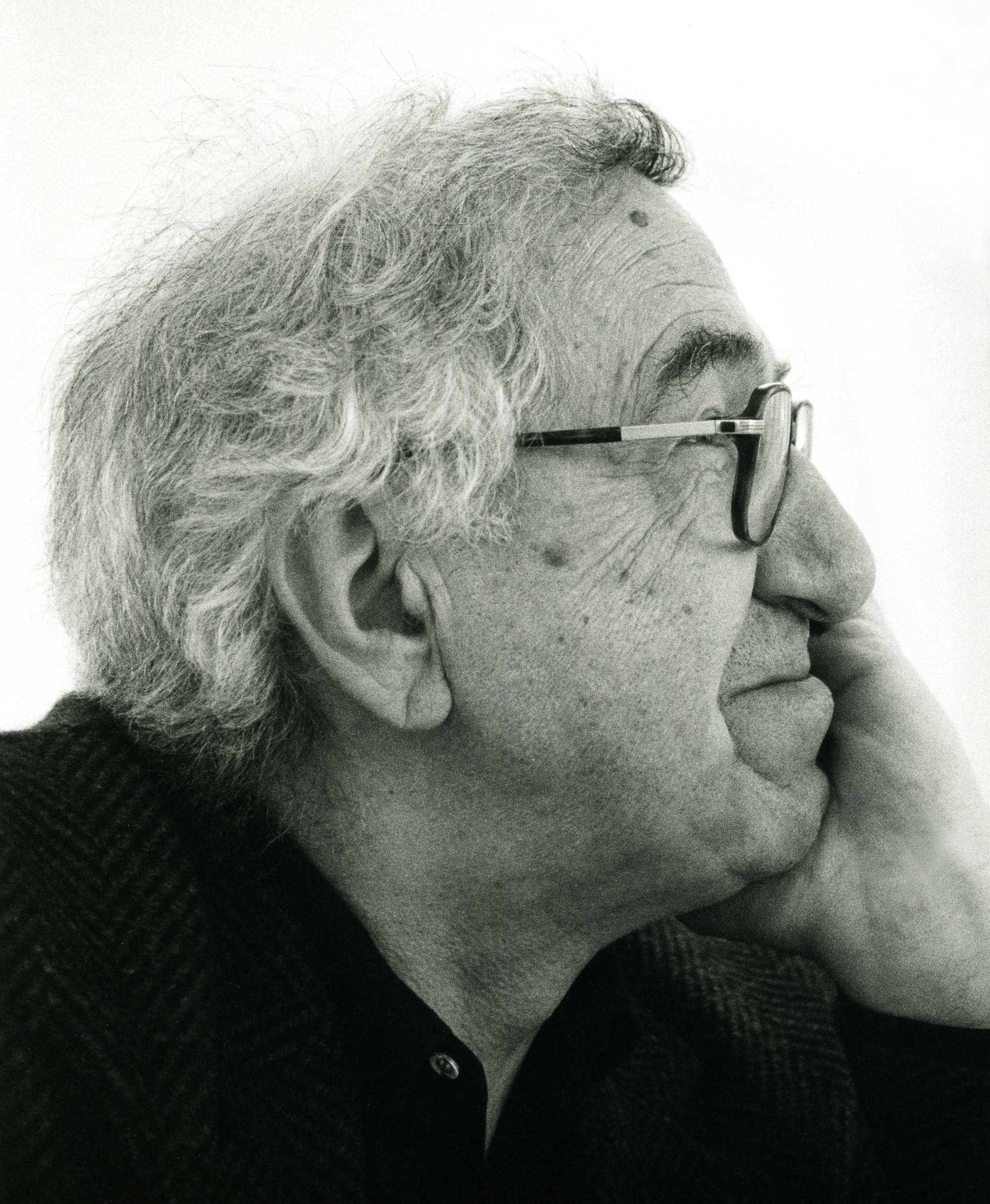
Paulhans Peters

Paulhans Peters (* 15. Februar 1923; † 1. Oktober 2011 in München) war ein deutscher Architekt, Architekturkritiker und Publizist.

## Leben
Paulhans Peters studierte Architektur an der RWTH Aachen und wurde dort 1951 mit der Arbeit Die städtebauliche Entwicklung Salzburgs vom Mittelalter bis zum Ausgang des Barock zum Dr.-Ing. promoviert. Nach einer Tätigkeit in der Bauindustrie übernahm er 1959 die Leitung der 1902 erstmals erschienen Fachzeitschrift für Architektur Baumeister, herausgegeben vom Münchner Callwey Verlag und war deren Chefredakteur von 1965 bis 1991.
Während Peters in dieser Zeit eine vergleichsweise konservative Position vertrat, engagierte er sich in späteren Jahren verstärkt für die Nachkriegsmoderne. Er gehörte neben Ulrich Conrads, Manfred Sack, Wolfgang Pehnt und Julius Posener zu den wichtigen deutschen Architekturpublizisten und Architekturkritikern. 1980 erhielt er den BDA-Preis für Architekturkritik. Er veröffentlichte zahlreiche Aufsätze, Schriften und Bücher.
Er wurde am 18. Oktober 2011 auf dem Friedhof von St. Severin in Keitum beigesetzt.

## Schriften (Auswahl)
- Blumenfenster. Callwey, München 1957.
- mit Hans-Joachim Enstipp: Dorfplanung und Bauernhof. Callwey, München 1959.
- mit Victor Laredo, Percy Seitlin: New York. Callwey, München 1965.
- mit Gustav Hassenpflug: Scheibe, Punkt und Hügel. Callwey, München 1966.
- Hotels, Feriendörfer (= Baumeister Querschnitte, Band 7), Callwey, München 1969.
- Stadt für Menschen, Callwey, München 1973, ISBN 3-7667-0265-3.
- Fußgängerstadt. Fußgängergerechte Stadtplanung und Stadtgestaltung. Callwey, München 1977, ISBN 3-7667-0390-0.
- Umbau alter Bauernhäuser. Städter leben auf dem Lande. Callwey, München 1979, ISBN 3-7667-0446-X.
- mit Ursula Henn: Das Reihenhaus. Siedlung – Zeile – Baulücke. Callwey, München 1985, ISBN 3-7667-0780-9.
- mit Rolf Rosner: Wohn-Häuser. Einfamilienhäuser und Wohnungen in kleinen Siedlungen. Callwey, München 1985, ISBN 3-7667-0391-9.
- mit Anneliese Burghart. Guido Pretzl: Licht im Park. Licht im Garten. Callwey, München 1993, ISBN 3-7667-0719-1.
- Paris, die großen Projekte. Ernst & Sohn, Berlin 1994, ISBN 3-433-02391-3.
- AS & P, Albert Speer & Partner. Architecture and Urbanism. Birkhäuser, Basel 1997, ISBN 3-7643-5265-5.
- mit Gert Kähler: Architektur in Niedersachsen 1970–1995. Junius, Hamburg 1998, ISBN 3-88506-256-9.
- Marga, Bergarbeiter-Kolonie in der Lausitz. Dölling & Galitz, Hamburg 2002, ISBN 3-935549-19-9.
- Eine Zukunft für die Karl-Marx-Allee (Illustrationen von Michael Lindner), Dölling & Galitz, Hamburg 2002, ISBN 3-930802-61-9.
- Franz Riepl. Architekt. Edition Axel Menges, Hamburg 2007, ISBN 3-936681-00-7.